# Dendrobium nareshbahadurii
Dendrobium nareshbahadurii är en orkidéart som beskrevs av H.B. Naithani. Dendrobium nareshbahadurii ingår i släktet Dendrobium, och familjen orkidéer.
Artens utbredningsområde är Arunachal Pradesh. Inga underarter finns listade i Catalogue of Life.